# 1515 Perrotin
1515 Perrotin este un asteroid din centura principală, descoperit pe 15 noiembrie 1936, de André Patry.